# 격외영토
격외영토(隔外領土, outlaying territory)란 어떤 주권국가의 중핵이 위치한 본 영토와 떨어져 외부에 존재하면서 본 영토의 배타적 경제 수역의 범위에서 벗어나 있는 영토를 말한다. 지리적인 개념이며 따라서 영토의 지위는 다양하다. 예를 들어 알래스카주는 미국의 격외영토이면서 미국의 주 가운데 하나이고 말레이시아의 동말레이시아 역시 격외영토이면서 본토(말레이 반도)와 더불어 말레이 연방을 이루는 축의 하나이지만, 다른 많은 경우에는 해외 속령인 경우가 많다.

## 같이 보기
- 월경지